# Tundeln
Tundeln ist eine historische Flechttechnik, mit der Schnüre, Bänder oder Kordeln hergestellt wurden. Es wurden z. B. Zierbänder für Urkunden, Beutel oder Hüte hergestellt.
Die Enden von vier Fäden (möglichst unterschiedlich gefärbt) werden je an ein sogenanntes Tundelholz gebunden, die anderen Enden zusammengeknotet. Das geknotete Ende muss so hoch angebracht werden, dass die Tundelhölzer etwa auf Höhe der Hände hängen. Üblicherweise werfen zwei Personen  einander die Tundeln in einer bestimmten Reihenfolge zu, wodurch sich die Fäden miteinander verflechten und sich ein bestimmtes Farbmuster ergibt; die Technik kann aber auch allein ausgeführt werden. Zusätzliches Garn kann auf die bis 20 cm langen, wie große Klöppel gestalteten Tundelhölzer aufgewunden werden, sodass die entstehende Kordel beliebig lang werden kann.

## Geschichte

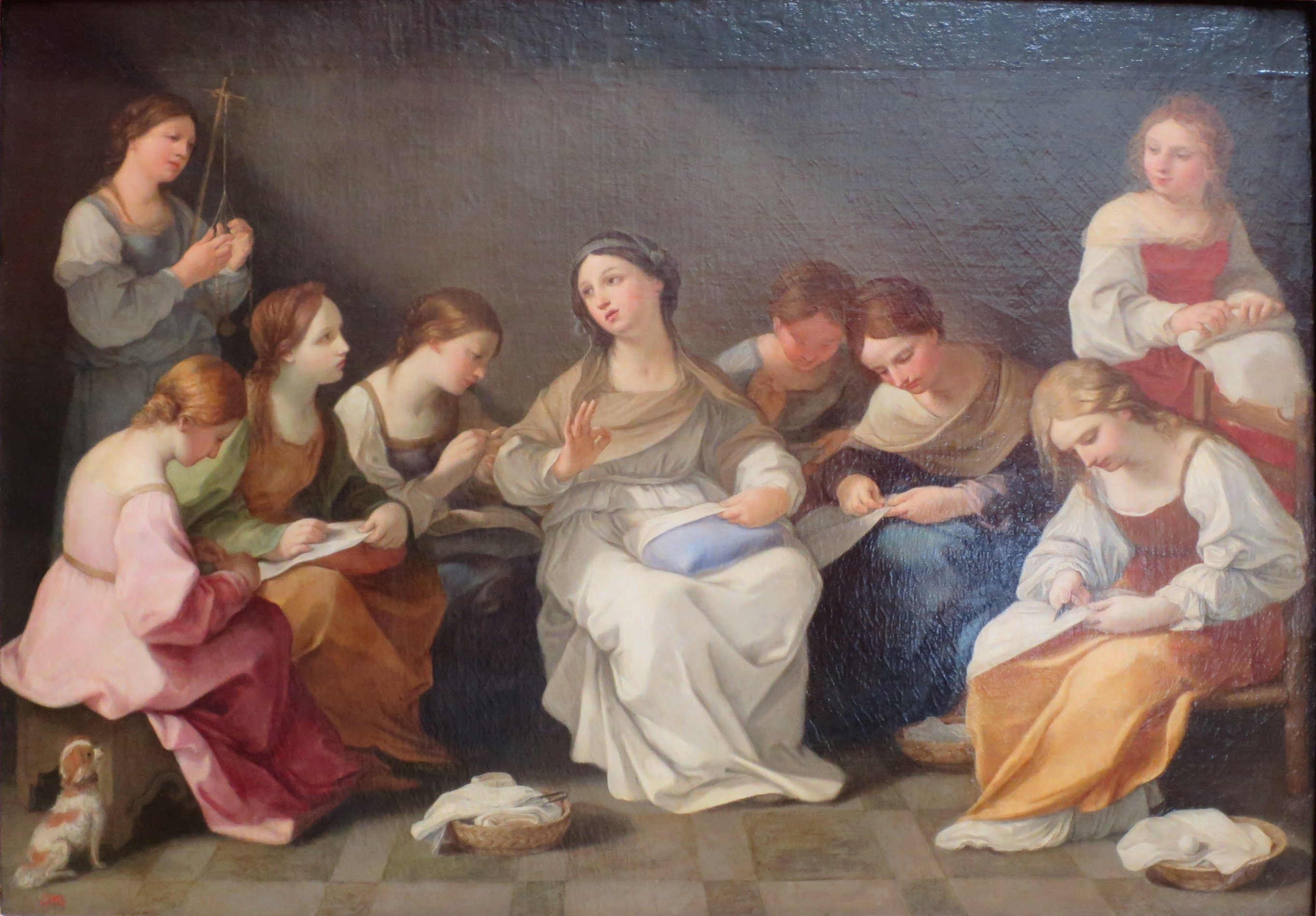
Tundeln im Stehen (Hintergrund links), Gemälde „Die Erziehung der Jungfrau“ (zwischen 1640 und 1642) von Guido Reni. Die Tundelhölzer mit dem Garnvorrat und die bereits fertig getundelte Schnur, die oben um das Kreuz gewunden ist, sind in der Vergrößerung gut zu erkennen.

Eine in Dänemark in einem Moor (dem Krogens Mølle Mose) gefundene Lederschnur der Bronzezeit sowie eine eisenzeitliche Schnur aus Finnland könnte in dieser Technik gearbeitet worden sein. Skandinavische Kinder haben das Tundeln noch bis vor kurzem als Spiel betrieben. Eine ähnliche Methode wurde im alten Persien und Palästina angewendet, wobei statt Tundelhölzern Steine verwendet wurden.
In einem Gemälde des Renaissance-Künstlers Guido Reni ist im Hintergrund das Tundeln zu erkennen, wobei die Enden der Fäden an einer Art Rocken aufgehängt sind, um die Technik allein und im Stehen oder Sitzen ausüben zu können.
Die aus dem 19. Jahrhundert stammende so genannte „Tonnenreiterschärpe“ im Kulturhistorischen Museum Stralsund weist getundelte Fransen auf.
In Japan existiert als vergleichbares Kunsthandwerk das Kumihimo, das mit dem Marudai und den daran hängenden Tama (Spulen, vergleichbar den Tundelhölzern) ausgeführt wird.